# Літтл-Бей-Іст
Літтл-Бей-Іст (англ. Little Bay East) — містечко в Канаді, у провінції Ньюфаундленд і Лабрадор.

## Населення
За даними перепису 2016 року, містечко нараховувало 127 осіб, показавши скорочення на 2,3%, порівняно з 2011-м роком. Середня густина населення становила 85,5 осіб/км².
З офіційних мов обидвома одночасно не володів жоден з жителів, тільки англійською — 125.
Працездатне населення становило 55% усього населення, рівень безробіття — 36,4% (33,3% серед чоловіків та 0% серед жінок). 90,9% осіб були найманими працівниками, а 18,2% — самозайнятими.

## Клімат
Середня річна температура становить 4,9°C, середня максимальна – 19,3°C, а середня мінімальна – -9,2°C. Середня річна кількість опадів – 1 674 мм.
| Клімат поселення                              | Клімат поселення | Клімат поселення | Клімат поселення | Клімат поселення | Клімат поселення | Клімат поселення | Клімат поселення | Клімат поселення | Клімат поселення | Клімат поселення | Клімат поселення | Клімат поселення | Клімат поселення |
| Показник                                      | Січ.             | Лют.             | Бер.             | Квіт.            | Трав.            | Черв.            | Лип.             | Серп.            | Вер.             | Жовт.            | Лист.            | Груд.            |                  |
| Середній максимум, °C                         | −0,29            | −0,71            | 1,84             | 6,21             | 10,33            | 14,66            | 18,05            | 19,29            | 15,62            | 10,84            | 6,26             | 2,03             |                  |
| Середня температура, °C                       | −4,5             | −4,91            | −2,39            | 1,97             | 6,12             | 10,45            | 14,72            | 15,95            | 12,30            | 7,49             | 2,93             | −1,32            |                  |
| Середній мінімум, °C                          | −8,75            | −9,15            | −6,62            | −2,23            | 1,89             | 6,22             | 11,37            | 12,62            | 8,96             | 4,17             | −0,41            | −4,66            |                  |
| Норма опадів, мм                              | 146              | 135              | 129              | 134              | 125              | 121              | 117              | 109              | 161              | 177              | 166              | 154              |                  |
| Середньомісячна швидкість вітру, м/с          | 8.25             | 7.63             | 7.19             | 6.41             | 5.52             | 5.10             | 4.89             | 5.05             | 5.69             | 6.55             | 7.37             | 7.96             |                  |
| Середньомісячна сонячна радіація, кДж/м²·день | 3937             | 6797             | 10810            | 14171            | 17396            | 19115            | 18627            | 15982            | 12108            | 7326             | 4151             | 3080             |                  |
| --------------------------------------------- | ---------------- | ---------------- | ---------------- | ---------------- | ---------------- | ---------------- | ---------------- | ---------------- | ---------------- | ---------------- | ---------------- | ---------------- | ---------------- |
| Джерело:                                      |                  |                  |                  |                  |                  |                  |                  |                  |                  |                  |                  |                  |                  |